# مارك ج. أبلويتز
مارك ج. أبلويتز (من مواليد 5 يونيو 1945، نيويورك )  أستاذ في قسم الرياضيات التطبيقية في جامعة كولورادو في بولدر، كولورادو. ولد في مدينة نيويورك. 

## التعليم
حصل أبلويتز على درجة البكالوريوس في الهندسة الميكانيكية من جامعة روتشستر،  وأكمل الدكتوراه في الرياضيات بإشراف ديفيد بيني في معهد ماساتشوستس للتكنولوجيا في عام 1971. 

## المهنة والأبحاث
كان أبلويتز أستاذًا مساعدًا للرياضيات في جامعة كلاركسون خلال الفترة 1971-1975 وأستاذًا مشاركًا خلال الفترة 1975-1976. زار برنامج الرياضيات التطبيقية الذي أسسه أحمد جمال إرينجن في جامعة برينستون خلال الفترة 1977-1978. كان أستاذًا للرياضيات في جامعة كلاركسون خلال الفترة 1976-1985 حيث أصبح رئيسًا لقسم الرياضيات وعلوم الكمبيوتر في عام 1979. في 1 يوليو 1985، عُيّن عميدًا للعلوم بجامعة كلاركسون وخدم هناك حتى التحق بقسم الرياضيات التطبيقية (APPM) في جامعة كولورادو بولدر في 30 يونيو 1989. 

### الجوائز والتكريمات
- زمالة سلون، 1975-1977.
- جائزة كلاركسون جراهام للأبحاث، 1976.
- زمالة مؤسسة جون سيمون غوغنهايم، 1984.
- زميل SIAM، 2011.
- ندوة الأكاديمية الوطنية للعلوم حول نظرية سوليتون، كييف، اتحاد الجمهوريات الاشتراكية السوفياتية 1979.
- زميل الجمعية الأمريكية للرياضيات، 2012. [9]

### المنشورات
- Solitons وتحويل التشتت العكسي، MJ Ablowitz and H. Segur، (دراسات SIAM في الرياضيات التطبيقية) 1981
- موضوعات في نظرية Soliton والمعادلات غير الخطية القابلة للحل بالضبط، محرران. إم جي أبلويتز، ب.فوشستاينر وإم دي كروسكال، ( العالم العلمي ) 1987
- Solitons، معادلات التطور غير الخطية والتشتت العكسي، MJ Ablowitz and PA Clarkson، ( London Mathematical Society Lecture Notes Series، 516 صفحة، ( Cambridge University Press، Cambridge، UK، 1991)
- المتغيرات المعقدة: مقدمة وتطبيقات، مارك ج.
- الفيزياء غير الخطية: النظرية والتجربة. ثانيًا، إم جي أبلويتز، إم بويتي، إف بيمبينيلي وبريناري، (العالم العلمي 2003)
- أنظمة Schrödinger غير الخطية المنفصلة والمستمرة، Mark J. Ablowitz، B. Prinari and D. Trubatch، 258 (Cambridge University Press، Cambridge، UK، 2004)
- الموجات المشتتة غير الخطية: التحليل المقارب والسوليتون، مارك ج.أبلويتز، (مطبعة جامعة كامبريدج، كامبريدج، المملكة المتحدة، 2011)